# Línea 10 (Llorente Bus Benidorm)
La línea 10 es una línea que comunica Benidorm con Alfaz del Pi y Altea en aproximadamente 45 minutos.

## Características
La línea la opera la empresa de transporte público Llorente Bus Benidorm, y es una línea interurbana que conecta Benidorm con; L'Alfas del Pi (y playa del Albir) y Altea.

## Recorrido
La línea comienza en centro de Benidorm, y en dicho municipio, recorre las avenidas de Mediterráneo, Ametlla Mar y Severo Ochoa hasta llegar a la carretera N-332. Después, en Alfaz del Pi, recorre la carretera N-332, el Paseo de la Media Legua, la calle Ferrería, el Camino de la Mar, la Avenida del Albir y la Avenida de Óscar Esplá. Y por último, en Altea, las Avenida del Puerto, Calle de la Mar, dando servicio a la Estación de Altea, la Calle Garganes y la calle de la Generalidad Valenciana.

## Paradas
En el recorrido, la línea efectúa parada en estas paradas: 
| Número de Parada Ida/Vuelta | Localización                              | Municipio            | Enlaces              |
| --------------------------- | ----------------------------------------- | -------------------- | -------------------- |
| 240                         | C/Esperanto 4                             | Benidorm             | 2 4 5 6 11 16 18     |
| 202                         | C/ Lepanto, 2                             | Benidorm             | 2 4 5 6 11 16 18     |
| 304                         | Avda. Mediterráneo, 26                    |                      | 2 4 5 6 11 16 18     |
| 203/238                     | Avda. Mediterráneo, 38                    |                      | 2 4 5 6 11 16 18     |
| 204/237                     | Avda. Mediterráneo, 44                    |                      | 2 4 5 6 11 16 18     |
| 205/236                     | Avda. Mediterráneo, 54                    |                      | 2 4 5 6 11 16 18     |
| 206/235                     | Avda. Mediterráneo, 58                    |                      | 2 4 5 6 11 16 18     |
| 207/234                     | Avda. Mediterráneo, 62                    |                      | 2 4 5 6 11 16 18     |
| 208                         | Avda. Ametlla Mar, 16                     | 4 5 11 14 24 31      |                      |
| 209/232                     | Avda. Ametlla Mar, 22                     | 4 5 11 14 24 31      |                      |
| 210/231                     | Avda. Severo Ochoa, 2                     | 1 4 5 11 14 16 18 31 |                      |
| 211/230                     | Avda. Severo Ochoa, 8                     | 1 4 5 11 14 16 18 31 |                      |
| 212/229                     | Avda. Severo Ochoa, 16                    | 1 4 5 11 14 16 18 31 |                      |
| 213/228                     | Avda. Severo Ochoa, 34                    | 1 4 5 11 14 16 18 31 |                      |
| 214/227                     | Avda. Severo Ochoa, 44                    | 1 4 5 11 14 16 18 31 |                      |
| 215/226                     | Avda. Severo Ochoa, 47                    | 1 4 5 11 14 16 18 31 |                      |
| 216/225                     | Avda. Severo Ochoa, 54                    | 1 4 5 11 14 16 18 31 |                      |
| 217/224                     | Avda. Severo Ochoa, s/n                   | 1 4 5 11 14 16 18 31 |                      |
| 305                         | Crta. N-332, 126                          |                      |                      |
| 218/223                     | Crta. N-332, km 126,5                     |                      |                      |
| 219/222                     | Crta. N-332, km 128                       |                      |                      |
| 501/528                     | Paseo Media Legua, 29                     | Alfaz del Pi         |                      |
| 502/527                     | Paseo Media Legua, 25                     | Alfaz del Pi         |                      |
| 503/526                     | Calle Ferrerías, 21                       | Alfaz del Pi         |                      |
| 555/525                     | Plaza de Juan Carlos I                    | Alfaz del Pi         |                      |
| 505/524                     | Camino de la Mar, 45                      | Alfaz del Pi         |                      |
| 506/523                     | Camino de la Mar, s/n                     | Alfaz del Pi         |                      |
| 507/522                     | Camino de la Mar, 83                      | Alfaz del Pi         |                      |
| 508/554                     | Avda. del Albir, 102 / Rotonda Sant Pere  | Alfaz del Pi         |                      |
| 545/520                     | Camino dels Alguers / Avda. Sant Pere, 13 | Alfaz del Pi         |                      |
| 521/519                     | Avda. Sant Pere, 29                       | Alfaz del Pi         |                      |
| 547/546                     | Camino Viejo del Albir, 36                | Alfaz del Pi         | 31                   |
| 509/518                     | Avda. del Albir, 131                      | Alfaz del Pi         | 31                   |
| 510/517                     | Avda. del Albir, 65                       | Alfaz del Pi         | 31                   |
| 511/516                     | Avenida de Óscar Esplá, 1                 | Alfaz del Pi         | 31                   |
| 512/515                     | Avda. Óscar Esplá, 4                      | Alfaz del Pi         | 31                   |
| 513/514                     | Avda. Óscar Esplá, 16                     | Alfaz del Pi         | 31                   |
| 402/419                     | Calle Albir, 12                           | Altea                | 31                   |
| 403/418                     | Avda. Puerto, 21                          | Altea                | 31                   |
| 404/417                     | Avda. Puerto, 1                           | Altea                | 31                   |
| 406/416                     | Calle de la Mar, 135                      | Altea                | Estación de Altea 31 |
| 407/415                     | Calle de la Mar, 91                       | Altea                | 31                   |
| 408/414                     | Calle del Conde de Altea, 18              | Altea                |                      |
| 409/413                     | Calle de Garganes                         | Altea                | 27                   |
| 411                         | Camino de la Huerta                       | Altea                | 27                   |
| 472                         | Calle de la Generalidad Valenciana        | Altea                | 27                   |

## Flota
La línea se sirve con autobuses de piso bajo, Low Enty y accesible para PMR, como por ejemplo Crossway o Irizar i3